# Glad spierweefsel

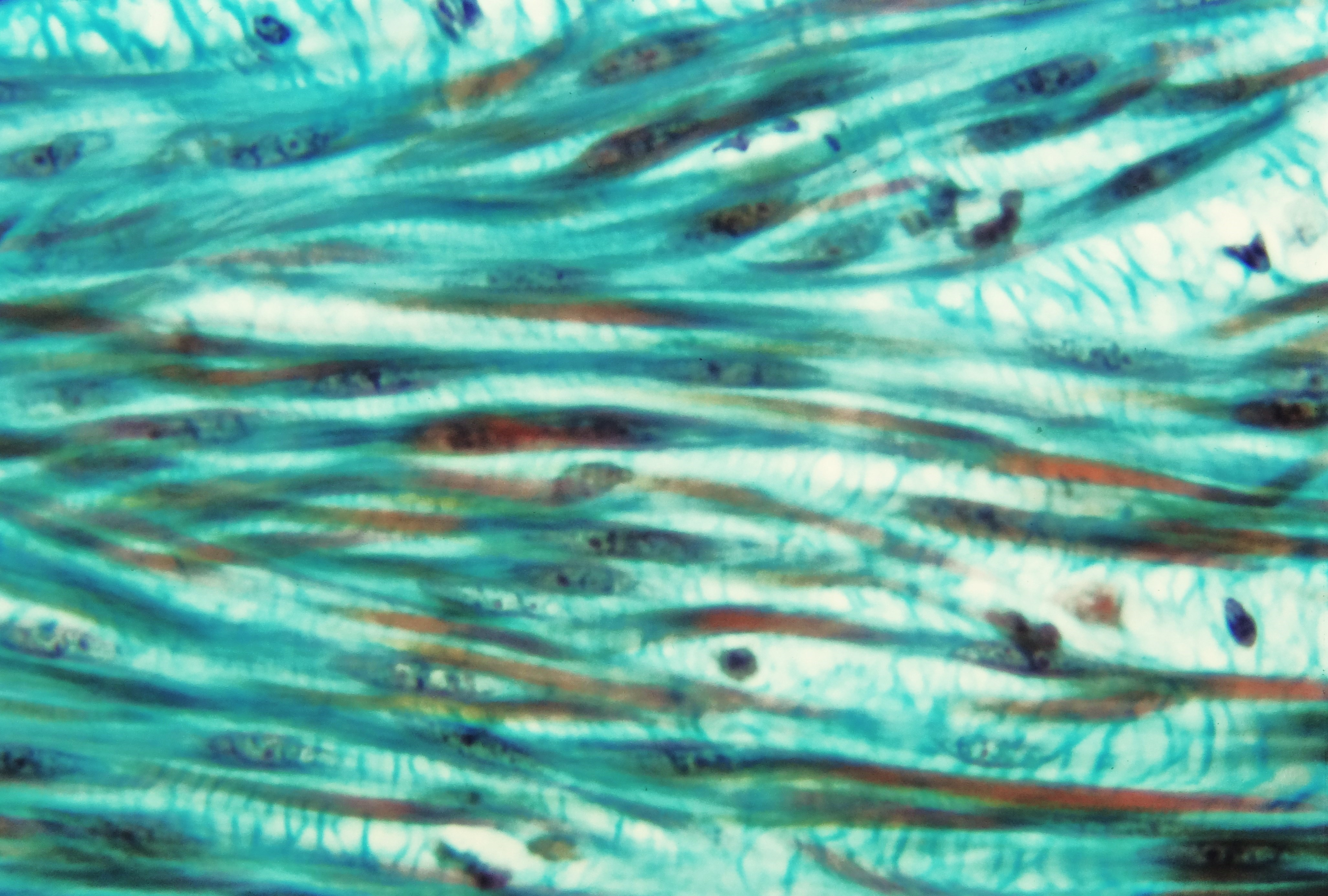
Glad spierweefsel (lengtedoorsnede met Masson/Goldner-kleuring)

Glad spierweefsel of textus muscularis levis bestaat uit spiercellen die worden aangestuurd door het autonoom zenuwstelsel. Door deze aansturing kan dit type spierweefsel niet bewust worden aangespannen. Glad spierweefsel bevat in tegenstelling tot dwarsgestreept spierweefsel geen sarcomeren en mist daarom een bandenpatroon; vandaar de naam glad spierweefsel. De samentrekking (spiercontractie) gaat bij gladde spieren veel langzamer dan bij dwarsgestreepte spieren. 
Spiercellen van het gladde spierweefsel zijn spoelvormig, met een centrale celkern met daar rond enige organellen zoals het ER, mitochondriën en een golgicomplex. Gladde spiercellen zijn omgeven door een basale lamina (behalve ter hoogte van een nexus, die voorkomt op plaatsen waar de cellen op 2 nm van elkaar liggen). Elke gladde spiervezel is ongeveer 1/5 millimeter lang en 1/150 millimeter breed. De contractie van deze spieren is traag, maar daarentegen vrijwel onvermoeibaar.
In het lichaam worden gladde spiercellen onder andere aangetroffen in de wand van het maag-darmkanaal, waar ze de darminhoud transporteren (de peristaltiek), in de vaatwand van de slagaders, waar ze bij de bloeddrukregeling en de doorbloedingsregeling betrokken zijn, in de baarmoeder, in de blaas, en in de bronchiën. Ook de oogpupil wordt door glad spierweefsel aangestuurd.